# Kurupt's Greatest
Albums de Kurupt
Space Boogie: Smoke Oddessey
(2001) Against the Grain
(2005)
Kurupt's Greatest est une compilation de Kurupt, sortie le 15 février 2005.

## Liste des titres
| No  | Titre                                                            | Album original                       | Durée |
| --- | ---------------------------------------------------------------- | ------------------------------------ | ----- |
| 1.  | It's a Set Up                                                    | Kuruption!                           | 4:59  |
| 2.  | Who Ride wit Us                                                  | Tha Streetz Iz a Mutha               | 3:09  |
| 3.  | Ask Yourself a Question (featuring Dr. Dre)                      | Kuruption!                           | 4:43  |
| 4.  | Trylogy                                                          | Tha Streetz Iz a Mutha               | 2:14  |
| 5.  | We Can Freak It                                                  | Kuruption!                           | 4:03  |
| 6.  | The Hardest Mutha Fuckas (featuring Nate Dogg, MC Ren et Xzibit) | Space Boogie: Smoke Oddessey         | 4:29  |
| 7.  | Ho's a Housewife                                                 | Kuruption!                           | 4:43  |
| 8.  | Gitta Strippin'                                                  | Inédit                               | 3:34  |
| 9.  | Girls All Pause                                                  | Tha Streetz Iz a Mutha               | 3:29  |
| 10. | Sunshine (featuring Jon B)                                       | Space Boogie: Smoke Oddessey         | 4:48  |
| 11. | Gimmewhutchagot (featuring Barshawn)                             | Kuruption!                           | 4:54  |
| 12. | It's Over                                                        | Space Boogie: Smoke Oddessey         | 3:25  |
| 13. | Dipp wit Me (featuring RBX)                                      | Inédit                               | 4:38  |
| 14. | Treat Her Like a Lady                                            | Inédit                               | 4:09  |
| 15. | Tha Streetz Iz a Mutha                                           | Tha Streetz Iz a Mutha               | 4:10  |
| 16. | Freak It Out (featuring Noreaga)                                 | Bande originale du film Othello 2003 | 4:48  |
| 17. | Who Ride wit Us                                                  | Tha Streetz Iz a Mutha               | 4:08  |
| 18. | Odd Squad (featuring TQ)                                         | Inédit                               | 3:50  |